# Pycreus micromelas
Pycreus micromelas är en halvgräsart som beskrevs av Kaare Arnstein Lye. Pycreus micromelas ingår i släktet Pycreus och familjen halvgräs. Inga underarter finns listade i Catalogue of Life.